# Alfredo Ballí Treviño
Alfredo Ballí Treviño (* 1928; † 2009, bekannt als der Werwolf von Nuevo Leon) war ein mexikanischer Arzt und Mörder.

## Leben
Treviño wurde 1961 wegen des Mordes an seinem Liebhaber, dem Arzt Jesús Castillo Rangel, angeklagt und verurteilt.

## Haft
Treviño war der letzte zum Tode verurteilte Straftäter in Mexiko. Das Urteil wurde jedoch später in eine Haftstrafe umgewandelt. Er verbüßte diese im Gefängnis Topo Chico, der staatlichen Haftanstalt des mexikanischen Bundesstaates Nuevo León. Nach seiner Begnadigung konnte er zu Beginn der 2000er Jahre das Gefängnis verlassen und arbeitete in Monterrey wieder als Arzt.

## Inspiration der Romanfigur Hannibal Lecter
Der Journalist und spätere Schriftsteller Thomas Harris führte ein Interview mit dem aus Texas stammenden Häftling und dreifachen Mörder Dykes Askew Simmons. Simmons wurde bei einem Fluchtversuch angeschossen und von Treviño behandelt, der ihm dadurch das Leben rettete. Treviño wurde Harris als Dr. Salazar vorgestellt. Bei einem Gespräch zwischen Treviño und Harris erkundigte sich der Arzt nach dem Zustand Simmons’. Neben anderen diente Treviño als Inspiration des Kannibalen Hannibal Lecter.